# Narcís Serra
Narcís Serra Serra (ur. 30 maja 1943 w Barcelonie) – hiszpański i kataloński polityk, ekonomista oraz samorządowiec, parlamentarzysta, burmistrz Barcelony (1979–1982), minister obrony (1982–1991) oraz wicepremier (1991–1995).

## Życiorys
Z wykształcenia ekonomista, absolwent Uniwersytetu Barcelońskiego z 1965. W trakcie studiów związany z opozycyjnym wobec frankizmu lewicowym katalońskim ruchem Front Obrer de Catalunya. Przecz trzy lata pracował na macierzystej uczelni, następnie w dziale naukowym barcelońskiej izby handlowej. Wyjechał później do Wielkiej Brytanii na studia doktoranckie w London School of Economics. Po powrocie w 1973 uzyskał doktorat na Uniwersytecie Autonomicznym w Barcelonie; pracował na stanowisku profesora na tej uczelni, a także w Sewilli.
Jako polityk działał w środowisku katalońskim socjalistów, współtworząc w okresie przemian demokratycznych legalną Partię Socjalistów Katalonii (PSC), zrzeszoną następnie z Hiszpańską Socjalistyczną Partią Robotniczą (PSOE). W 1977 został ministrem do spraw robót publicznych w prowizorycznym Generalitat de Catalunya Josepa Tarradellasa. Od 1979 do 1982 sprawował urząd alkada Barcelony.
W grudniu 1982 powołany na ministra obrony w pierwszym rządzie Felipe Gonzáleza. Stanowisko to zajmował do marca 1991. Następnie do czerwca 1995 pełnił funkcję wicepremiera w dwóch ostatnich rządach lidera socjalistów. Podał się do dymisji po ujawnieniu, że podległa mu jako ministrowi obrony służba wywiadowca CESID przez lata dokonywała nieuzasadnionych podsłuchów.
W międzyczasie w 1986 po raz pierwszy został wybrany do Kongresu Deputowanych. Z powodzeniem ubiegał się o reelekcję w kolejnych wyborach, zasiadając w niższej izbie Kortezów Generalnych do 2004. W latach 1996–2000 był pierwszym sekretarzem PSC.
W 2004 po odejściu z polityki został prezesem instytutu badawczego Institut Barcelona d'Estudis Internacionals, a także podjął pracę w koncernie Telefónica. Rok później objął stanowisko prezesa banku oszczędnościowego Caixa Catalunya.